# منور کلانترلی
منور کلانترلی (ترکی آذربایجانی: Münəvvər Kələntərli; ۱ ژانویهٔ ۱۹۱۲ – ۵ فوریهٔ ۱۹۶۳) بازیگر و خواننده ی محلی  اهل کشور جمهوری آذربایجان بود.
از فیلم‌ها یا برنامه‌های تلویزیونی که وی در آن نقش داشته‌است می‌توان به آرشین مال آلان اشاره کرد.